# Callisto insperatella
Callisto insperatella là một loài bướm đêm thuộc họ Gracillariidae. Nó được tìm thấy ở Fennoscandia to Thụy Sĩ, Áo và Ukraina.
Ấu trùng ăn Prunus cerasus và Prunus padus. Chúng ăn lá nơi chúng làm tổ.